# Aethicus
Aethicus (gyakran hibásan Aethicus Ister) egy fiktív útikönyv szerzője. Egy kora középkori szöveg, a Kozmográfia narrátora írta, hogy „a világ leírását” görögből fordította le.[forrás?] A bevezetés szerint a szöveg görög eredetijét egy Jeromos nevű szerző írta egy Aethicus nevű utazó beszámolója alapján. A későbbi kutatások szerint a név kitalált, és a szóban forgó ókori görög élménybeszámoló soha nem létezett.

## A Kozmográfia
A Kozmográfia egyik oldalán egy különleges ábécé található, amelyet a szakirodalom Aethicus ábécéje néven ismer.

## A szerző és a mű idejének azonosítása
1854-ben bebizonyították, hogy Szent Jeromos egyházatyának semmi köze a szöveghez, ennek következtében az is bizonyossá vált, hogy a görög eredeti sem létezhetett. Mindezek következménye, hogy a mű kétszeres fikciót tartalmaz: az „Aethicus”-tól származó részek ugyanattól a kora középkori szerzőtől valók, mint a „Jeromos”-tól származók.
Különböző magyarázatok léteznek:
- Heinz Löwe feltételezése szerint a Kozmográfia Salzburgi Szent Virgiltől († 784) származik.[2]
- Kurt Hillkowitz szerint 768-nál nem később jött létre, és egy Bajorországból származó ismeretlen szerző műve, aki Istriában élt.
- Franz Brunhölzl szerint a 7. században keletkezett, és a szerző az aquileiai érsekség területén élt.[3]
- Otto Prinz szerint a 8. század közepén keletkezett, és „Aethicus” a Frank Birodalomba érkezett bevándorló volt.[4]
- Michael Herren feltételezte, hogy a szöveg nem sokkal 727 után keletkezett, az írója pedig eleinte a Frank Birodalomban, később Írországban és Angliában, végül Bobbióban élt. Szerinte a mű egy szatíra.[5]

## Szövegkiadás
- Aethicus in Prinz, O. (1993): Die Cosmographie des Aethicus. Monumenta Germaniae Historica. Quellen zur Gesitesgescichte des Mittelalters. Band 14. München. ISBN 3-88612-074-0
- Michael Herren (szerk.): The cosmography of Aethicus Ister. Brepols, Turnhout 2011 (Publications of the Journal of Medieval Latin Nr. 8), ISBN 978-2-503-53577-7
- Aethici Istrici Cosmographia ab Hieronymo ex Graeco Latinum breviarium redacta, ed. H. Wuttke (Leipzig: 1854).

## Szakirodalom
- Terence A. M. Bishop (Hrsg.): Aethici Istrici Cosmographia Vergilio Salisburgensi Rectius Adscripta. Codex Leidensis Scaligeranus 69. North-Holland Publishing Company, Amsterdam 1966 (fotografische Wiedergabe einer Kosmographie-Handschrift des 10. Jahrhunderts)
- Dagmar Gottschall: Aethicus Ister. In: Verfasserlexikon. 2. Auflage, Band 11, de Gruyter, Berlin 2004, Sp. 22–26
- H. Löwe, Ein literarischer Widersacher des Bonifatius. Virgil von Salzburg und die Kosmographie des Aethicus Ister (Wiesbaden: 1952).
- Michael W. Herren: The 'Cosmography' of Aethicus Ister: Speculations about its date, provenance, and audience. In: Andreas Bihrer, Elisabeth Stein (Hrsg.): Nova de veteribus. Saur, München 2004, ISBN 3-598-73015-2, S. 79–102
- Kurt Hillkowitz: Zur Kosmographie des Aethicus. Teil 1, Bonn 1934 (Dissertation); Teil 2, Klostermann, Frankfurt am Main 1973
- Kurt Smolak: Notizen zu Aethicus Ister. In: Filologia mediolatina. Band 3, 1996, S. 135–152
- Ian N. Wood: Aethicus Ister: An exercise in difference. In: Walter Pohl, Helmut Reimitz (Hrsg.): Grenze und Differenz im frühen Mittelalter. Verlag der Österreichischen Akademie der Wissenschaften, Wien 2000, ISBN 3-7001-2896-7, S. 197–208